# Alhaji Kamara
Alhaji Kamara, född 16 april 1994 i Freetown, är en sierraleonsk fotbollsspelare (anfallare) som spelar för Randers FC.

## Klubbkarriär
Innan sin tid i FC Kallon spelade Kamara för Belvic United i Sierra Leones nationella näst högsta liga. Han har även provspelat för Fredrikstad FK i norska Tippeligan och Portland Timbers i Major League Soccer.
Under åren 2012–2013 spelade Kamara i tre olika svenska klubbar (Djurgården, Frej och Värnamo), i egenskap av utlånad FC Kallon-spelare. Den 26 november 2013 värvades Kamara från FC Kallon till IFK Norrköping med ett 3-årskontrakt som innefattar de allsvenska säsongerna 2014, 2015 och 2016.
Den 31 mars 2015 lånades Kamara ut till malaysiska Johor Darul Ta'zim, som sedan hade en köpoption. Johor Darul Ta'zim, IFK Norrköping och Alhaji Kamara kom efter ett halvår överens om att bryta utlåningen i förtid och Kamara återvände för spel med IFK Norrköping.

## Medfödda hjärtfelet
I februari 2016 meddelades att läkare hade upptäckt att Kamara har ett medfött hjärtfel som gör att karriären kan vara över. Under en utvidgad hjärtundersökning inför Champions League upptäcktes en avvikelse på hjärtats kranskärl och möjlig operation skulle utredas. 
Den 11 maj 2016 blev det klart att Kamara flyttar till den amerikanska klubben DC United. Detta är möjligt då den amerikanska ligan MLS lyder inte under FIFA regler och FIFA:s spelförbud för Kamara gäller inte där.

## Seriematcher och mål
- 2014: 26/10, IFK Norrköping
- 2013 (höst): 10 / 6, plus 3 matcher med 4 mål i övriga matcher, i IFK Värnamo (på lån från FC Kallon)
- 2013 (vår): 15 / 2, i IK Frej (på lån från FC Kallon)
- 2012 (höst): 5 / 0, i Djurgården (på lån från FC Kallon)